# Queensland Tennis Centre
Il Queensland Tennis Centre (conosciuto precedentemente come Tennyson Tennis Centre) è un impianto sportivo situato nel sobborgo di Tennyson (nella città di Brisbane) nello stato australiano del Queensland. È stato costruito nel sito in cui venne demolita la Tennyson Power Station, una centrale a carbone, ed è stato inaugurato il 2 gennaio 2009.

## Descrizione

### Costruzione
È stato progettato dall'azienda internazionale HOK Sport Venue Event e dal loro studio di architettura Mirvac, HPA Pty Ltd. Il cortile principale è stato progettato per incorporare un tetto in tessuto di fibra di vetro PTFE. Questa tensostruttura a membrana consente alla luce diffusa di penetrare nell'arena riducendo la necessità di illuminazione artificiale. La leggerezza del tessuto ha anche ridotto la quantità di acciaio necessaria ed ha permesso di risparmiare sui costi di costruzione. La società con sede a Brisbane MakMax Australia (Taiyo Membrane Corporation) ha fornito e installato questo tetto insieme ad altre strutture esterne più piccole presenti nella struttura.

### Capacità e strutture
Il Queensland Tennis Centre dispone di ventitré campi da tennis standard della Federazione Internazionale Tennis, compreso il campo centrale e due campi secondari e comprendono tutte le superfici di gioco (campo in cemento, terra battuta ed erba).
Il campo centrale Pat Rafter Arena, così chiamato in onore del tennista australiano Patrick Rafter, ha una capienza di 5.500 posti (con una possibile capienza extra di 1.500 posti che porta la capacità totale a 7.000).

### Eventi ospitanti
Sin dalla sua apertura, a gennaio 2009, il Queensland Tennis Centre ospita il Brisbane International, un torneo di tennis maschile e femminile internazionale, creato in seguito alla chiusura del torneo South Australian Open di Adelaide.
Nel 2020 si è svolta anche una parte dei match a squadre nazionali dell'ATP Cup, mentre negli anni ha ospitato alcune sfide delle squadre australiane di Coppa Davis (nel 2010 Australia - Giappone e nel 2017 Australia - Stati Uniti) e di Fed Cup (nel 2014 Germania - Australia e nel 2016 Stati Uniti - Australia).
Tra la fine di dicembre 2022 e inizio gennaio 2023 il campo centrale ospiterà alcuni degli incontri tra squadre divise per nazione (che consistono in match di singolare maschile, singolare femminile e doppio misto) della United Cup, torneo nato in sostituzione dell'ATP Cup (per il circuito maschile).